# Risum Sogn
Risum Sogn (på tysk Kirchspiel Risum) er et sogn i det nordvestlige Sydslesvig, tidligere i Bøking Herred (Tønder Amt), nu kommunerne Risum-Lindholm og Dagebøl (Vajgaard) i Nordfrislands Kreds i delstaten Slesvig-Holsten. 
I Risum Sogn findes flg. stednavne:
- Bolhuse
- Botslotdige
- Herrekog (Herrenkoog)
- Koldamskog (delt i Store og Lille Koldamskog)
- Lille Hallig
- Masbøl (på dansk også Maasbøl)
- Risum (delt i Nørre og Sønder Risum)
- Store Hallig
- Skæferhallig
- Vejgaard (delt i Nørre og Sønder Vejgaard, Waygaard)
- Vejgaarddige
- Vejgaardkog